# Hermonassa pallida
Hermonassa pallida là một loài bướm đêm trong họ Noctuidae.